# Gouvernement Kalisz
Het gouvernement Kalisz (Russisch: Калишская губерния, Pools: gubernia kaliska) was een gouvernement (goebernija) binnen Congres-Polen.

## Geschiedenis
Het gouvernement Kalisz ontstond in 1837 uit het woiwodschap Kalisz. Het gouvernement had dezelfde grenzen en dezelfde hoofdstad als het woiwodschap, te weten Kalisz. Bij de hervormingen van 1844 werden het gouvernement Kalisz en het gouvernement Warschau samengevoegd. In 1867 werden deze territoriale veranderingen ongedaan gemaakt en werd het gouvernement Kalisz in ere hersteld. 
In 1918 werd het gebied van het gouvernement Kalisz ingedeeld bij het woiwodschap Łódź.